# Duitse represailles in Aarschot

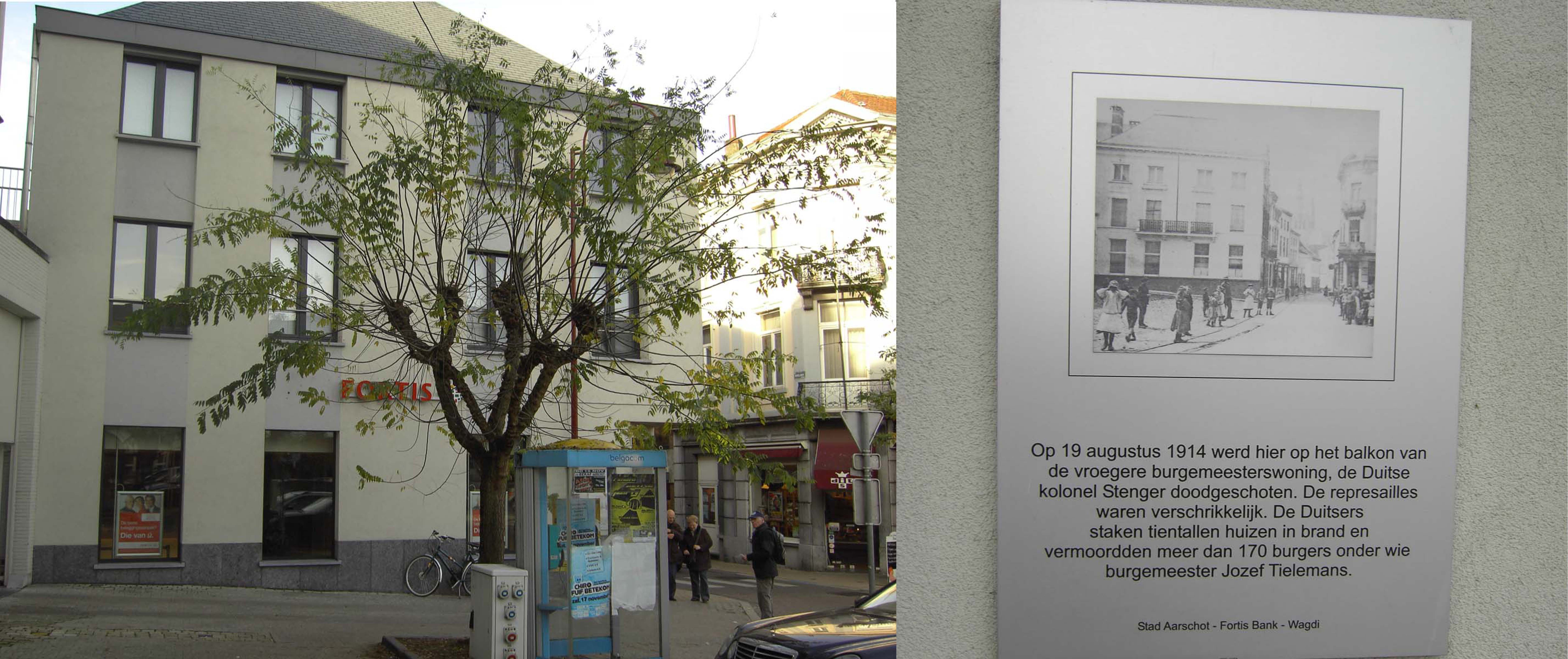
Huis van de voormalige burgemeester Jozef Tielemans.

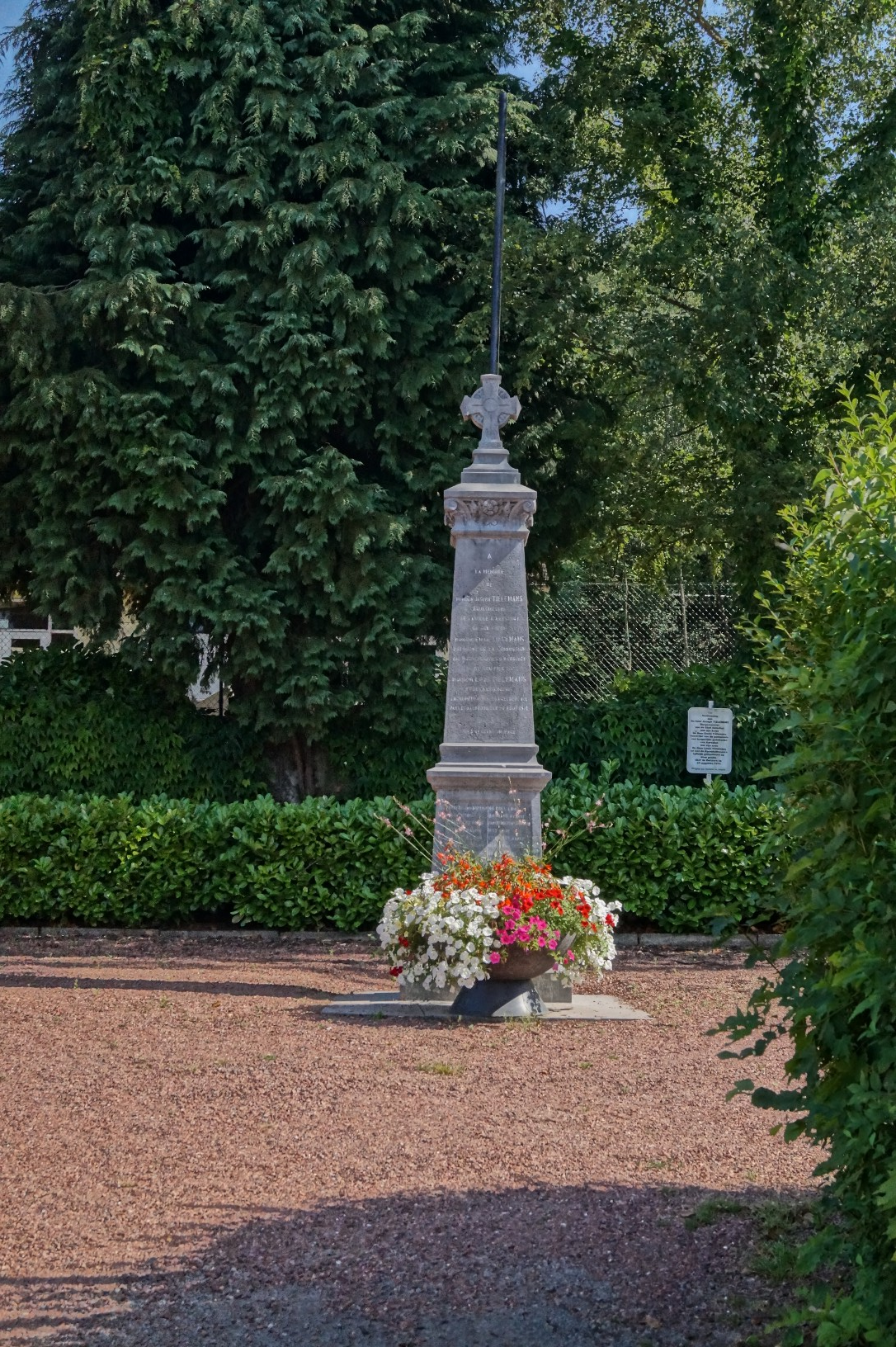
Herdenkingszuil bij de Sint-Rochuskerk (Aarschot)

In augustus 1914, in de beginfase van de Eerste Wereldoorlog, werd Aarschot door het Duitse leger bezet.
Generaal-majoor Johannes Stenger van de 8e Infanteriebrigade nam met enkele Duitse officieren zijn intrek in het huis van burgemeester Jozef Tielemans op de hoek van de Peterseliestraat (nu Martelarenstraat) en de Grote Markt.
Ooggetuigen, waaronder de ouders van Jozef De Vroey, die hier later het boek "Woensdag 19 augustus 1914 - Aarschot" over schreef, hadden gezien hoe Duitse officieren er plezier in hadden om voorbijgangers vanuit een slaapkamerraam te beschieten.
Er ontstond tumult toen op de markt huizen in brand werden gestoken omdat er, volgens de Duitsers, vrijschutters verscholen zaten.
Kolonel Stenger kwam op het balkon kijken en werd dodelijk getroffen door een kogel. Hij werd, met zijn hoofd onder een handdoek, neergelegd op een bed. Waarschijnlijk werd de kolonel, die een kwalijke reputatie had, doodgeschoten door een van zijn eigen soldaten. Het waren echter de Aarschotse burgers die de schuld kregen, met represailles tot gevolg.
Rond 19 uur werden burgers uit hun huizen gehaald. Vrouwen en kinderen moesten zich rond de pomp op de markt verzamelen; de mannen werden in een hoek gedreven. Duitsers escorteerden 83 mannen naar de Leuvensesteenweg. Onderweg konden er zich vijf uit de voeten maken.
In een weide werden ze, drie aan drie, neergeschoten. Drie van hen konden in de verwarring ontkomen toen de Duitsers in het wilde weg begonnen te schieten. De doden werden haastig door de Duitsers begraven.
Een tweede groep gijzelaars werd kort nadien naar het marktplein gebracht, de handen geboeid op de rug. Rond elf uur 's avonds werd burgemeester Tielemans, zijn zoon en zijn broer ook naar het marktplein gebracht. De echtgenote van de burgemeester stond aan de pomp en zag hoe haar man samen met de grote groep werd weggebracht naar een aardappelveld langs de Leuvensesteenweg.
De burgemeester, zijn zoon en broer werden voor een Duits standgerecht haastig ter dood veroordeeld en doodgeschoten. Omdat de verantwoordelijkheid van de Aarschottenaars op één op drie werd ingeschat werden van de tweede groep 25 man geëxecuteerd, door ze op één lijn te plaatsen en elke derde man een nekschot te geven. Mensen die in de buurt woonden werden opgetrommeld om hun stadsgenoten te begraven.